# انانجرد (مزرعة نو)
انانجرد (بالفارسية: انانجرد) هي قرية تقع في إيران في قسم مزرعة نو الريفي. يقدر عدد سكانها بـ 171 نسمة بحسب إحصاء 2016.